# Pyrrosia serpens
Pyrrosia serpens är en stensöteväxtart som först beskrevs av Georg Forster, och fick sitt nu gällande namn av Ren-Chang Ching. Pyrrosia serpens ingår i släktet Pyrrosia och familjen Polypodiaceae. Inga underarter finns listade.